# Valeria Borza
Valeria Borza (n. 31 iulie 1984, Caransebeș, Caraș-Severin, România – d. 19 decembrie 2013, Roubaix, Nord-Pas-de-Calais, Franța) a fost o jucătoare de tenis de masă română, ce activa la echipa franceză Lys-Ies-Lannoy. 
A decedat din cauza unei meningite bacteriene în Franța.